# José Lezama Lima
José Lezama Lima (19 de desembre de 1910 - 9 d'agost de 1976) fou un escriptor i poeta cubà considerat una de les figures més importants de la Literatura llatinoamericana, conegut sobretot per la seva novel·la Paradiso de 1966.